# Marie-France Hirigoyen

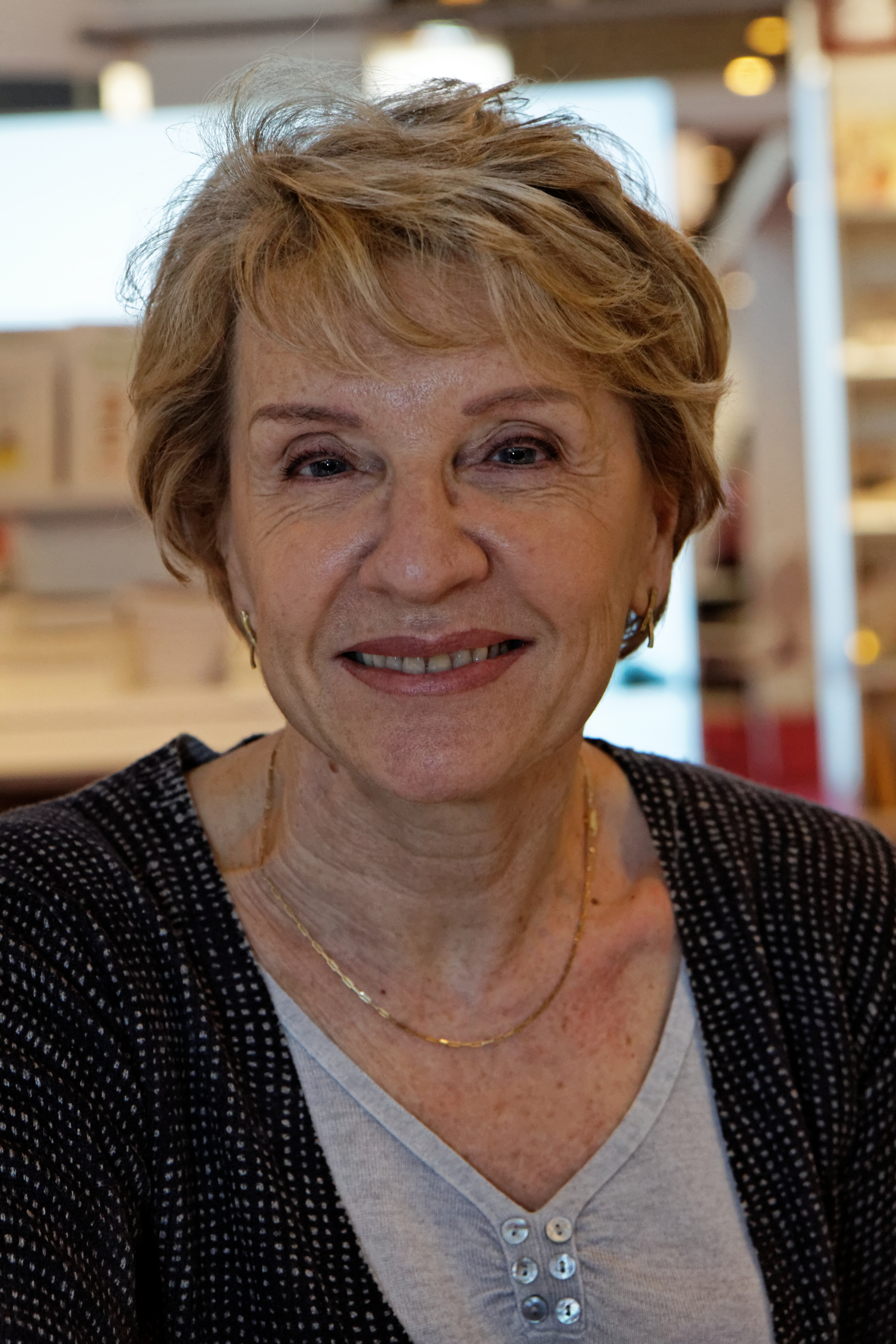
Marie-France Hirigoyen op de Parijse Boekenbeurs in maart 2012.

Marie-France Hirigoyen (Frankrijk, 1949) is psychiater, psychoanalytica en psychotherapeute gespecialiseerd in mobbing, een vorm van pesten. Haar interesse in stress leidde haar midden jaren tachtig naar de victimologie, een tak van de criminologie. Later verlegde zij haar aandacht naar werkgerelateerde stress, veroorzaakt door mobbing. Volgens Hirigoyen kun je "iemand met alleen maar woorden, blikken of insinuaties doden: we noemen dit pervers geweld of intimidatie."
Van haar boek Le Harcèlement Moral (1998), werden in haar geboorteland 450.000 exemplaren verkocht. Haar publicaties zijn vertaald en verkocht in 24 andere landen.